# Зобел, Крэйг
Крэйг Зобел (англ. Craig Zobel; род. 16 сентября 1975) — американский кинорежиссёр, снявший фильмы «Эксперимент „Повиновение“» и «Великий мир звуков».

## Биография
Зобел родился 16 сентября 1975 года в Нью-Йорке и вырос в Атланте, Джорджия. Киноискусству он стал обучаться в школе искусств при Университете Северной Каролины вместе с Дэвидом Гордоном Грином и другими будущими сотрудниками. После окончания школы Зобел работал над первыми тремя фильмами Грина: «Джордж Вашингтон» (2000), «Все настоящие девушки» (2003) и «Подводное течение» (2003), либо в качестве сопродюсера, руководителя производства или режиссёра второй команды. В настоящее время он живёт в Нью-Йорке.

## Homestar Runner
«Homestar Runner» — интернет-мультсериал, сделанный в стиле Flash-анимации, который смешивает сюрреалистический юмор с отсылками к поп-культуре. Зобел создал его вместе с Майком Чэпменом, когда они были студентами в Университете Джорджии. Их визит в 1996 году в книжный магазин побудил их пародировать состояние детских книг, что и привело к созданию мультфильма.

## Кинокарьера
Зобел является режиссёром, сценаристом и продюсером нескольких фильмов, среди которых «Великий мир звуков» и «Эксперимент „Повиновение“».

## Фильмография
| Год  | Название                  | Режиссёр | Примечания |
| ---- | ------------------------- | -------- | ---------- |
| 2007 | Великий мир звуков        | Да       |            |
| 2012 | Эксперимент «Повиновение» | Да       |            |
| 2015 | Z — значит Захария        | Да       |            |
| 2020 | Охота                     | Да       |            |

### Телевидение
| Год  | Название          | Роль     | Примечания                                                  |
| ---- | ----------------- | -------- | ----------------------------------------------------------- |
| 2015 | Оставленные       | Режиссёр | Эпизоды: «Линзы», «Международный убийца»                    |
| 2016 | Изгой             | Режиссёр | Эпизод: «Дорога перед нами»                                 |
| 2017 | Американские боги | Режиссёр | Эпизод: «Ушёл мерзавец»                                     |
| 2017 | Оставленные       | Режиссёр | Эпизод: «Самый сильный человек в мире (и его брат-близнец)» |
| 2018 | Мир Дикого запада | Режиссёр | Эпизод: «Танец Акане»                                       |
| 2021 | Мейр из Исттауна  | Режиссёр | 7 серий                                                     |